# Ocupación ucraniana del óblast de Kursk
La ocupación ucraniana del Óblast de Kursk (en ruso: Украинская оккупация Курской области, romanizado: Ukrainskaya okkupatsiya Kurskoy oblasti; en ucraniano: Українська окупація Курської області, romanizado: Ukrayinsʹka okupatsiya Kursʹkoyi oblasti), denominado oficialmente «Administración Militar ucraniana de Kursk», es una ocupación militar en curso, que comenzó el 6 de agosto de 2024, en el territorio del óblast de Kursk en Rusia. La zona de ocupación militar se formó tras la caída de Sudzha el 15 de agosto.

## Ocupación
El 15 de agosto de 2024, el comandante militar ucraniano Oleksander Sirski anunció el establecimiento de una administración militar en las partes ocupadas del óblast de Kursk que estaría encabezada por el mayor general Eduard Moskaliov, quien ostentaría el título de comandante militar. También afirmó que 82 asentamientos en el óblast estaban ahora bajo control ucraniano, afirmando que Ucrania dijo que «no estaba interesada» en tomar permanentemente tierras rusas.
Ucrania ha declarado que el propósito de la administración militar es proporcionar ayuda humanitaria a los civiles, mantener el servicio público y mantener la ley y el orden en los territorios controlados por las fuerzas armadas ucranianas. Las autoridades ucranianas planean permitir que las organizaciones humanitarias internacionales accedan a las áreas del óblast de Kursk que controlan.
El servicio postal nacional de Ucrania, Ukrposhta, está considerando abrir una sucursal en Sudzha si se puede garantizar la seguridad de su personal.Por el aumento de los bombardeos rusos, la administración militar decidió imponer un toque de queda entre las 17:00 y las 10:00.
El 3 de septiembre, Zelenski declaró en una entrevista que Ucrania planeaba retener «indefinidamente» los territorios ocupados del óblast de Kursk, en un intento de obligar a Putin a sentarse a la mesa de negociaciones. Para noviembre de 2024, Ucrania había perdido el control de más del 40% del territorio que inicialmente ocupaba en la región.
Sudzha fue el asentamiento más grande del óblast de Kursk que quedó bajo control ucraniano. Para el 12 de marzo de 2025, las fuerzas rusas lo habían retomado en medio de un avance repentino que les permitió recuperar gran parte de la parte del óblast de Kursk bajo control ucraniano. El 15 de marzo el Ejército ucraniano confirmó que se había retirado de la ciudad de Sudzha y que sólo mantiene bajo su control las localidades de Oleshnia y Goholivka, a entre cinco y seis kilómetros de la frontera, y la de Guyevo, a un kilómetro de la frontera.
El 15 de marzo, el think tank estadounidense, Instituto para el Estudio de la Guerra, afirmó, citando fuentes rusas, que las fuerzas rusas habían tomado el control de Gogolevka y estaban despejando Guyevo, mientras que las fuerzas ucranianas mantenían posiciones en Oleshnia y Gornal. Funcionarios ucranianos afirmaron que los rusos estaban concentrando fuerzas a lo largo de la frontera para un ataque contra el óblast de Sumy, aunque afirmaron que no existía riesgo sobre la propia ciudad de Sumy. El Ministerio de Defensa ruso reivindicó la recuperación de los asentamientos de Rubanshchina y Zaoleshenka. Para el 1 de abril prácticamente habían perdido ya todas las localidades anteriormente controladas, y el ejército ruso se empezó a internar en el óblast de Sumy.
El 19 de abril, el jefe del Estado Mayor del Ejército ruso, el general Valeri Guerásimov, aseguró que la región rusa de Kursk estaba liberada al 99,5 %. El anunció se produce después de que las tropas rusas expulsaran a las fuerzas ucranianas de la localidad de Oleshnya. El 26 de abril, el Estado Mayor del Ejército de Rusia anunció el final de la «operación de liberación» de Kursk, con la toma de la localidad de Gormal, la última zona poblada de la región aún ocupada por las tropas ucranianas.